# Rich Gaspari
Pour les articles homonymes, voir Gaspari.
 (octobre 2017).
Rich Gaspari (né le 16 mai 1963, à New Brunswick, New Jersey) est un bodybuilder professionnel de nationalité américaine actif du début des années 1980 au début des années 1990. Gaspari a été introduit au IFBB Hall of Fame en 2004. Il a lancé sa propre entreprise de compléments alimentaires Gaspari Nutrition en 2001, qui comporte les populaires compléments "Myofusion", "IntraPro", "Superpump250" et "SizeOn".

## Biographie
En 2011, l'acteur Ryan Phillippe et le boxeur Shane Mosley présentent Gaspari au Muscle Beach hall of Fame Award. Il apparaît sur la couverture du magazine Iron Man en octobre 2011, 23 ans après sa dernière apparition sur le support.
En 2013, Gaspari est présenté dans le Arnold Lifetime Achievement Award.
En mars 2014, son premier livre 51 Days No Excuses est publié par Dunham Books. Le live est un programme de 51 jours dont l'objectif est de transformer son corps et son esprit avec une approche du "No Excuse" (Littéralement "Pas d'excuse"' ) .Dans le livre, le lecteur ne doit pas simplement suivre une diète journalière et faire de l'exercice, il reçoit également une série d'avertissement sur les obstacles qui se présenteront, un suivi personnel du travail effectué, et des conseils pour rester motiver face à l'adversité. Le livre peut aussi être considéré comme l'autobiographie de Rich Gaspari. En avril 2014 le livre est traduit en italien "51 GIRONO SENZA SCUSE", RP Publishing.